# Житниківка
Житниківка — село, Піщанська сільська рада, Решетилівський район, Полтавська область, Україна.
Село ліквідоване 1988 року.
Знайдене на трьохверстівці Полтавської області. Військово-топографічна карта 1869 року як хутір.

## Географія
Село Житниківка розташована між річками Говтва та Вільхова Говтва (~ 4 км), за 2 км від села Піщане. Поруч проходить автомобільна дорога Т 1721.

## Історія
- 1988 — село ліквідоване[1].